# Johann Christoph Bach (1685-1740)
Johann Christoph Bach (1685 - 1740) fue un músico alemán. 

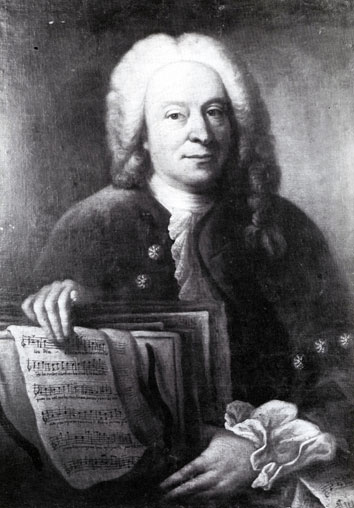
Johann Christoph Bach

Hijo de Johann Aegidius Bach, nació en Erfurt. Fue músico de su ciudad natal desde 1705 y director de la misma desde 1717 hasta su muerte.